# Shel Silverstein
Shelby Allan „Shel“ Silverstein (25. září 1930 Chicago – 10. května 1999 Key West, Florida) byl americký básník, textař, spisovatel knih pro děti a komiksů, skladatel, scenárista, kreslíř a zpěvák. Jeho literární i hudební tvorba je velmi mnohostranná, největší proslulost mu však získaly jeho knihy pro děti, oblíbené i u dospělých.

## Život
Narodil se a vyrostl v Chicagu, psát a kreslit začal už jako dítě, později se v rozhovoru vyjádřil, že by mu bylo milejší hrát baseball nebo běhat za holkama. V 50. letech začal jako voják v Japonsku a Koreji kreslit komiksy pro vojenský časopis Pacific Stars and Stripes, později pracoval pro Playboy. Komiks se dá označit za jeho katapult k úspěchu.

## Dílo
Svou první knihu – The Giving Tree vydal až v roce 1964 – trvalo 4 roky, než se ji jedno z nakladatelství uvolilo vydat, nakladatelé ji dlouho odmítali kvůli smutnému konci, že je příliš krátká nebo s odůvodněním, že je sice hezky napsaná, ale stojí na pomezí literatury pro děti a dospělé a proto by neměla úspěch. Kniha však byla dobře přijata dětmi i dospělými. Příběh pojednává o přátelství stromu a chlapce. Strom chlapce obdarovává (plody, dřevo, stín) až z něj zůstane jen pahýl. Hned ten samý rok následovala A Girafe and a Half.
Kromě toho napsal ještě The Missing Piece a Uncle Shelby's ABZ Book – satirickou knihu pro děti. Pro dospělé napsal mimo jiné komiks Different Dances. První sbírka básní a kreseb pro děti Where the Sidewalk Ends vyšla v roce 1974, v roce 1983 byla Silversteinem rovněž namluvena a nazpívána a získala Grammy. Druhá sbírka A Light in the Attic vyšla v roce 1981 a byla přeložena do 30 jazyků (některé knihovny ji však odmítaly s odůvodněním, že u dětí podporuje nepořádnost a neposlušnost).
V roce 1981 vydal hru The Lady or the Tiger Show. Napsal rovněž rapovou verzi Shakespearova Hamleta, která vyšla v roce 1998 v časopise Playboy.
Jeho poslední knihou vydanou před náhlou smrtí byla v roce 1986 Falling Up. V roce 2005 vyšla posmrtně kniha s dosud nevydanými ilustracemi a básněmi Runny Babbit založená na slovních hříčkách.
Spolu s Davidem Mametem napsal rovněž scénář k filmu Things Change. Pro filmy skládal i hudbu. Jako člověk byl Silverstein skromný, vyhýbal se publicitě, zakázal dokonce svým vydavatelům poskytovat o něm biografické informace.
Jeho styl byl prostý, zaměřený spíše na příběh a téma než jazyk, používal hovorovou řeč a současný slang. Sám tvrdil, že nikdy nestudoval poezii ostatních a proto si vytvořil vlastní, osobitý styl.
Silverstein věřil, že u psaných děl velmi záleží na tom, v jaké formě jsou čteny, proto sám vybíral typ papíru a písmo i grafickou podobu knihy, své knihy rovněž sám ilustroval (například jeho rapová verze Hamleta vyšla na žluto-béžovém papíře).

## Hudba a hudební texty
Silverstein byl velmi všestranný rovněž jako hudebník: hrál na kytaru, klavír, saxofon a pozoun.
V roce 1970 obdržel Silverstein cenu Grammy za svou píseň A Boy Named Sue (zpíval Johnny Cash), svou písní The Unicorn Song pomohl k slávě skupině The Irish Rovers, píseň One's On the Way se stala hitem pro Lorettu Lynn, řadu písní napsal pro Bobby Bareho včetně „Rosalie's Good Eats Cafe“, „Mermaid“, „The Winner“, and „Tequila Sheila“. Rovněž napsal většinu písní pro skupinu Dr. Hook & The Medicine Show. Populární byla také píseň „Put another log on the fire“ v podání Tompalla Glasera.
Spolupracoval s Johnny Cashem, Irish Rovers, Brothers Four, Lynn Anderson, Lorettou Lynn, Jerry Lee Lewisem, Bobby Bare and Dr. Hook, Old Dogs.
3. listopadu 2002 byl Silverstein přidán do „Nashville Songwriters Hall of Fame“ (Nashvillská síň slávy pro autory písní).

## Film
Za svou hudbu k filmu Postcards from the Edge byl nominován na Oskara, napsal hudbu i k řadě jiných filmů.
Zemřel na srdeční záchvat v roce 1998 v Key West na Floridě ve stáří 68 let.

## Ocenění
- nominace na Oskara za hudbu k filmu Postcards from the Edge
- 1970 Grammy za „A Boy Named Sue“ (zpíval Johnny Cash)
- 3. listopadu 2002 přidán do „Nashville Songwriters Hall of Fame“ (Nashvillská síň slávy pro autory písní)
- 1984 Grammy za nejlepší dětské album Where the Sidewalk Ends, recitace i zpěv autor

## Tvorba

### Publikace
- Uncle Shelby's Story of Lafcadio, The Lion who Shot Back. New York: Harper & Row, 1963.
- Uncle Shelby's A Giraffe and a Half. New York: Harper & Row, 1964.
- The Giving Tree. New York: Harper & Row, 1964.
- Who Wants a Cheap Rhinoceros? New York: Macmillan; London: Collier Macmillan, 1983; Macmillan, 1964.
- Where the Sidewalk Ends. New York: Harper and Row, 1974.
- A Giraffe and a Half. HarperCollins, 1975.
- The Missing Piece. 1st ed. New York: Harper & Row, 1976.
- The Missing Piece Meets the Big O. New York: Harper & Row, 1981.
- A Light in the Attic. New York: Harper & Row, 1981.
- Falling Up: Poems and Drawings. New York: HarperCollins, 1996.
- Who Wants a Cheap Rhinoceros? New York: Simon & Schuster Books for Young Readers, 2002.

### Nahrávky
- Where the Sidewalk Ends. New York: Columbia, p1984
- A Light in the Attic. New York: Columbia Records, 1985.
- The Giving Tree & Other Shel Silverstein Songs. New York: Sony Kids Music, p1992.

### Přeloženo do češtiny
- 1999: O stromu, který dával (přeložili Dominik Böhm a Tomáš Trejbal)
- 2014: Jen jestli si nevymejšlíš (přeložili Zuzana Šťastná, Stanislav Rubáš a Lukáš Novák)